# Московсько-кримські війни

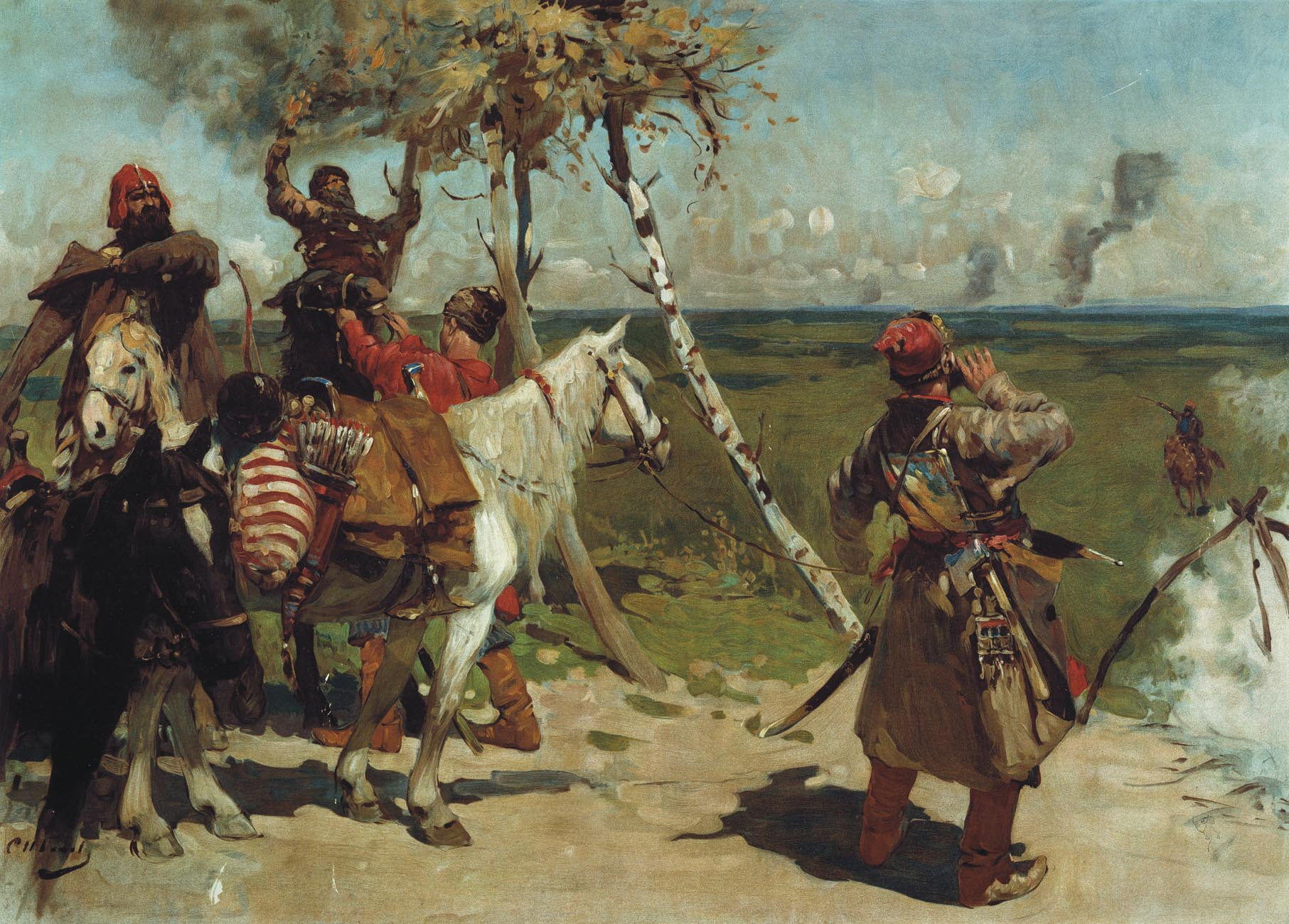
«На сторожовому рубежі Московської держави», картина С. В. Іванова.

Московсько-кримські війни (крим. Qırım-Moskovalı cenkleri, рос. Русско-крымские войны) велися протягом XV—XVIII століть (основні — у XVI ст.) між військами Московщини та військами Кримського ханства по області навколо Волги. 
У XVI сторіччі Дике поле потрапило під вплив кримських татар. Під час війни кримські татари ввійшли в центральну Московію, спустошили Рязань, спалили Москву, взявши 150 000 московитів у полон. Проте в наступному році кримці зазнали поразки у Молодинській битві. Попри поразку походи кримців тривали. В результаті, Кримське ханство пережило кілька вторгнень і було завойоване наприкінці XVIII століття. Кримські татари остаточно втратили свій вплив в регіоні.
Походи почалися незабаром після заснування буферної держави Московії — Касимовського ханства, а також здобуття переваги Москви у московсько-казанських війнах наприкінці XV століття.
Кримськотатарські вторгнення у Московію почалися нападами з Кримського ханства на московські міста Бельов і Козельськ 1507 року, після смерті великого князя Московського Івана III.
Упродовж XVI століття зовнішня межа «Дикого степу» проходила неподалік міста Рязань поза Окою. Основним шляхом вторгнення у Московщину був Муравський шлях, що пролягав з кримського Перекопського перешийка поміж басейнами річок Дніпро і Сіверський Донець та доходив до Тули. Кримці повертали назад тільки після незмірних грабежів і умикань людей. Зазвичай їм удавалося проникнути на 100—200 кілометрів углиб московської території. Бранців потім відправляли в кримську Кафу, де продавали в рабство. Таким чином, населення Московії у прикордонних районах сильно потерпало.
Кожної весни Московське царство мобілізувало до 65 000 вояків для прикордонної служби. Оборонні лінії складалися з ланцюга фортець і міст.
Для захисту від вторгнень Ногайської Орди в області між річками Волгою і Іртишем було закладено надволзькі міста Самара (1586), Царицин (1589) і Саратов (1590).
Найбільш руйнівні навали відбулися в 1517, 1521 (з долученням Казанського ханства), 1537 (за підтримки Казанського ханства, Литви і Османської імперії), 1552, 1555, 1570—1572 (за підмоги Швеції й Османської імперії), 1589, 1593, 1640, 1666—1667 (за підтримки Речі Посполитої), 1671 і 1688 роках.

## Хронологія походів кримських татар
Цей список не охоплює походи на Річ Посполиту (75 походів протягом 1474—1569:17)
- 1465:  Крим нападає на Велику Орду, щоб перешкодити їй чинити набіги на Московію і переривати торгівлю у північному напрямку[2]
- 1480: Стояння на річці Угрі

1507 і 1514: походи під проводом кримськотатарської знаті в обхід мирної угоди, якої додержував хан.:14
1521: хан з 50 000 підданців перетнули Оку під Коломною і 2 тижні розоряли передмістя Москви :14
1533—1547: (регентство від імені Івана IV) близько 20 великих походів на кордони.:71
1541: кримський хан переправляється через Оку на плотах під прикриттям вогню з османських гармат.:12
1555,1562,1664,1565 хан водив велику армію в Московію.:16
- 1556-1559: москвини і запорожці чотири рази вчиняють похід на узбережжя Чорного моря.[1]:56

1564: було спалено Рязанський посад.:47
1571: московсько-кримська війна
1572: Молодинська битва
1591: похід досягає Москви. :116
1592: спалено передмістя Москви. Московські війська були далеко, воюючи зі Швецією.:17
1614: ногайські походи у межах видимості з Москви. У ті Смутні часи було схоплено стільки бранців, що ціна раба в Кафі впала до п'ятнадцяти або двадцяти золотих.:66
1618: ногайці випустили 15 000 полонених за мирним договором із Москвою.
1632: Військо з Лівен потрапило в засідку до кримцічв і яничар: 300 вбитих, інших узято в неволю.:67
1632: 20 000 кримців роблять наскок на південь, оскільки тамтешні війська було перекинуто на північ для Смоленської війни.:76
1633: 30 000 кримців долають засічну і берегову лінії. В районі Оки було захоплено тисячі людей.:76 Це був останній похід углиб Московії. :26
1635: багато невеликих військових загонів удерлися в Московію на південь від Рязані.:79
1637, 1641—1643: кількома походами керували ногайці і кримські вельможі без дозволу хана.:90
1643: 600 кримців і 200 запорозьких козаків вчинили похід на Козлов: 19 вбитих і 262 захоплено в полон.:23
1644: 20 000 кримців роблять похід на південь Московії: 10 000 бранців.:91
1645: за один похід захоплює 6 000 бранців. Є твердження, що османи заохочували ці походи, щоб отримати галерних рабів для війни з Венецією.:91
- 1650: Бєлгородська лінія пересуває московські остроги на 300 км на південь від засічної лінії.
- 1680: Ізюмська лінія: московські укріплення побудовано у межах 150 км від Чорного моря.
- 1687, 1689: Кримські походи: спроба вдертися у Крим зазнає невдачі.

1691—1692: біля Ізюмської лінії захоплено у полон кілька тисяч.:183
1769: зимовий похід у Нову Сербію. Захоплено у полон кілька тисяч.
- 1774: Кримське ханство стає російським васалом.
- 1783: Російська імперія анексує Кримське ханство.